# William Norvin
Karl Peter William Norvin (født 7. juni 1878 i København, død 16. august 1940 i Charlottenlund) var en dansk filolog og filosof.
Norvin tog skoleembedseksamen med græsk som hovedfag 1904 og var 1905—25 assistent i Rigsarkivet. Han vandt 1915 den filosofiske doktorgrad med afhandlingen Olympiodoros fra Alexandria og hans Kommentar til Platons Faidon. Studier i den græske Filosofis Historie og blev 1925 professor i klassisk filologi ved Københavns Universitet.
Foruden nogle mindre, historiske arbejder har Norvin blandt andet skrevet: Platons Protagoras (1920) og Kjøbenhavns Universitet i Middelalderen (1929) samt besørget en ny udgave af Olympiodoros kommentar til Platons Faidon og deltaget i udgivelsen af B.G. Niebuhrs breve, I (1926). Han blev medlem af Videnskabernes Selskab 1934.